# Baptisten auf St. Kitts und Nevis
Baptisten auf St. Kitts und Nevis gibt es nachweislich seit Anfang der 1960er Jahre. Neben drei örtlichen Gemeinden, die die St. Kitts Baptist Association bilden und über den regionalen Zusammenschluss Caribbean Baptist Fellowship mit dem Weltbund der Baptisten verbunden sind, gibt es weitere unabhängige Baptistengemeinden. Insgesamt gibt es sieben Baptistengemeinden auf St. Kitts sowie drei Baptistengemeinden auf der Schwesterinsel Nevis. Sie haben zusammen etwa 2700 Mitglieder; das waren im Jahr 2021 rund 5 % der Bevölkerung der beiden Inseln.

## Geschichte
Mit den baptistischen Anfängen auf St. Kitts und Nevis eng verbunden ist William Connor (1921–1990), ein ehemaliger kittianischer Anglikaner, der 1963 während eines Aufenthaltes in New York zum ersten Mal Baptisten begegnete. Dabei stellte er fest, dass er deren soteriologischen und ekklesiologischen Überzeugungen schon seit langem teilte; er sei bereits vor der Begegnung ein „baptist in conviction“ (= ein Baptist aus Überzeugung) gewesen. Connor kehrte nach St. Kitts zurück. Die dort von ihm bereits zuvor gegründete Sonntagsschule sowie ein kleiner Gemeinschaftskreis, dem er angehörte, wurden zur Keimzelle der ersten Baptistengemeinde auf St. Kitts und Nevis.
Nur wenige Wochen nach Connors Rückkehr aus den Vereinigten Staaten erfolgte die erste Gläubigentaufe. Am Mittwoch, dem 5. März 1963 wurden 21 Konvertiten, darunter auch William Connor, am Strand der Limekiln Bay getauft. Anwesend waren auch Vertreter von Baptistengemeinden der Amerikanischen Jungferninseln, darunter der Baptistenprediger Ray Thompson aus Saint Thomas, der die Taufe durchführte. Unter Thompsons Vorsitz wurde noch am selben Tag die Antioch Baptist Church of St. Kitts gegründet. Die erste Abendmahlsfeier der jungen Gemeinde fand am 26. Mai desselben Jahres in der  Friendly Society Hall in Basseterre statt. Weitere Gründungen von Tochtergemeinden auf St. Kitts erfolgten 1964 und 1965.

## Gemeinden

### St. Kitts Baptist Association
Drei Gemeinden, die auf die Missionsarbeit William Connors zurückgingen, hatten sich bereits 1964 zur St. Kitts Baptist Association vereinigt. Dieses Bündnis wurde 2010 neu belebt und 2020 vom Weltbund der Baptisten als 241. Mitglied aufgenommen. Die Verwaltung der Vereinigung mit insgesamt 700 Mitgliedern hat ihren Sitz in Basseterre.
Folgende Gemeinden gehören zur Association:
- Antioch Baptist Church, gegründet 1963 in Basseterre
- Mount Carmel Baptist Church, gegründet 1964 in Lodge als Missionsstation der Antioch Baptist Church; der heutige Sitz der Kirche ist Lemon Hill/Bourryeau.[8]
- Calvary Baptist Tabernacle Church, gegründet 1965 in St. Johnston als Missionsstation der Antioch Baptist Church; der heutige Sitz der Kirche ist Sandy Point Town.[9]

Die St. Kitts Baptist Association betreibt auch eine Grundschule in Basseterre. Sie wurden 1988 gegründet. Ihr Name Dr. William Connor Primary erinnert an den baptistischen Gründervater.

### MitBaptist International Missions(BIMI) verbunden
Mit der Missionsorganisation BiMi verbunden ist die Good News Baptist Church, die 1994 gegründet wurde. Sie hat ihren Sitz in Basseterre/St. Kitts.

### Unabhängige Baptistengemeinden
Neben den bereits genannten Baptistengemeinden existieren auf St. Kitts und auf Nevis auch von überregionalen Organisationen unabhängige Gemeinden.
St. Kitts
- Lighthouse Baptist Church in Sandy Point Town[12]
- Redeemed Baptist Church in Upper Cayon am Cayon River
- New Birth Gospel Tabernacle in Key’s Village

Nevis
- First Baptist Church in Maddens
- Calvary Baptist Church in Stonyhill
- Shiloh Baptist Church in Charlestown; sie wurde 1971 gegründet.[13]